# Óscar Sinela
Óscar Sinela (Sevilla, 6 de agosto de 1988) es un actor español.

## Biografía
Pasó gran parte de su infancia entre las 3.000 viviendas de Sevilla y el pueblo de Chipiona, Cádiz. Comenzó su formación a la edad de dieciséis años.
Llegó a la capital —Madrid— a los dieciocho años y comenzó a centrar su trabajo en la interpretación entrando en el teatro Réplika, proveniente de Polonia, donde recibió clases de la mano de Jaroslaw Bielski y Zywila Pietrzak quienes le mostraron el método de Grotowski —director polaco creador del «teatro pobre» como avance del método del trabajo psicofísico de Stanislavski, técnica que surgió en 1897 en el teatro de arte de Moscú, Rusia—.
Alternativamente Sinela tuvo la oportunidad de canalizar lo aprendido en los campos del teatro, TV y cine y siguió desarrollando su trabajo junto a Will Keen, con quien realizó un taller de análisis sobre textos de Shakespeare. Sinela redirigió su trabajo al entrar a formar parte del alumnado del estudio del maestro Juan Carlos Corazza.
Entre sus trabajos destacan: los largometrajes para televisión El castigo y Tormenta, ambas películas dirigidas por Daniel Calparsoro. Conocido también por su participación en las temporadas 3 y 4 de la serie de televisión de Antena 3 Física o Química como Quino, cabe mencionar la obra de teatro Zona Catastrófica del guionista Ignacio del Moral y Todo es Mentira en el Teatro Lara.
También es escritor, en 2010 debutó con su libro El chico sin identidad.

«Consciencia para comprender y así sentir compasión, para poder comenzar a traducir, construir, y servir la información que guarda el alma».
Óscar Sinela

## Como actor

### Filmografía
| Año  | Película            | Personaje | Director        |
| ---- | ------------------- | --------- | --------------- |
| 2011 | XP3D                | Toni      | Sergi Vizcaíno  |
| 2014 | La pantalla desnuda | Alex      | Florence Jaugey |
| 2017 | Ligones             | David     | Jose Texeira    |

### Series de televisión
| Año  | Serie                 | Personaje                       | Notas                                      |
| ---- | --------------------- | ------------------------------- | ------------------------------------------ |
| 2008 | El castigo            | Rubén                           | 2 episodios.                               |
| 2009 | Aída                  | Iñigo                           | 1 episodio.                                |
| 2009 | Física o química      | Joaquín "Quino" Domínguez Palma | 25 episodios (tercera y cuarta temporada). |
| 2011 | Águila Roja           | Álvaro Dueñas                   | 1 episodio.                                |
| 2013 | Tormenta              | Óscar                           | 2 episodios.                               |
| 2014 | Bienvenidos al Lolita | André Villegas                  | 1 episodio.                                |
| 2019 | Malaka                |                                 | 1 episodio.                                |

### Teatro
| Año  | Obra                              | Notas                                                      |
| ---- | --------------------------------- | ---------------------------------------------------------- |
| 2007 | Escenas de Shakespeare            | En el teatro Casa de Vacas de Madrid.                      |
| 2007 | El loco y la monja                | Obra de Stanisław Ignacy Witkiewicz.                       |
| 2008 | El Zorro y La tortuga y la liebre | Junto a la veterana compañía madrileña Eugenia de Montijo. |
| 2010 | Zona Catastrófica                 | Obra de Ignacio del Moral.                                 |

## Como escritor

### Libros
Es una obra para navegantes sin brújula, lectores estremecidos por la soledad. Pretende aportar un atisbo de luz optimista dentro de una enorme oscuridad.
Oscar Sinela

| Año  | Obra                   | Notas |
| ---- | ---------------------- | --- |
| 2010 | El chico sin identidad | Nº de páginas: 216 págs. Encuadernación: Tapa dura (bolsillo). Editorial: TEMAS DE HOY. ISBN: 978-84-8460-897-4 |